# Koa gros
El koa gros (Rhodacanthis palmeri) és una petita espècie d'ocell de la família Fringillidae. Es considerava que era una au comuna al final del segle xix, però els espècimens capturats l'any 1896 van resultar ser els últims. Es conserven uns pocs espècimens en col·leccions de Cambridge, Universitat Harvard, Londres, Nova York i Filadèlfia.
El seu hàbitat era el bosc de la muntanya Koa al districte de Kona, Hawaii, per sobre els 1.000 metres. No se sap com va ser la causa de la seva extinció però es creu que va ocórrer per la desaparició del bosc i la introducció d'altres animals com a gats i rates.
El seu plomatge era vistós, el seu cap, pit i ventre eren de color verdós podent variar entre individus entre clar i fosc. Els mascles a més sumaven a aquest color un to vermellós. Les ales, esquena i cua tenien una tonalitat molt més fosca del mateix color. La cria presentava les mateixes tonalitats que els adults diferenciant-se per tenir unes petites taques grises en la part lateral.